# رودخانه خارکوف
رودخانه خارکیف (به انگلیسی: Kharkiv River) رودخانه‌ای است که در اوکراین و روسیه جریان دارد.